# Amphibdelloides maccallumi
Amphibdelloides maccallumi är en plattmaskart. Amphibdelloides maccallumi ingår i släktet Amphibdelloides och familjen Dactylogyridae. Inga underarter finns listade i Catalogue of Life.